# Roberto Copernico
Roberto Copernico (ur. 11 grudnia 1904 w Malalbergo, zm. 14 września 1988 w Turynie), włoski trener piłkarski.
Pracował w latach 1947-1954 w Torino FC. W 1950 wchodził w skład komisji selekcyjnej włoskiej kadry na mistrzostwach świata w Brazylii. Odpowiadał za przygotowanie fizyczne (komisją selekcyjną kierował prezydent Torino FC, Ferruccio Novo). Reprezentacja Włoch po porażce ze Szwecją nie zdołała awansować do grupy finałowej.